# Aptesis
Aptesis is een geslacht van insecten uit de orde vliesvleugeligen (Hymenoptera) en de familie Ichneumonidae.

## Soorten
- A. acuminata (Kriechbaumer, 1899)
- A. albibasalis (Uchida, 1930)
- A. albidipes (Walker, 1874)
- A. albifrons Townes, 1962
- A. alpestris Townes, 1962
- A. alpicola (Habermehl, 1935)
- A. alpineti (Roman, 1913)
- A. anaulus Townes, 1962
- A. assimilis (Gravenhorst, 1829)
- A. atrox Townes, 1962
- A. breviaria Townes, 1962
- A. catulus Townes, 1962
- A. cavigena Kolarov & Gurbuz, 2009
- A. concolor Ruthe, 1859
- A. contigua (Roman, 1909)
- A. corniculata Sheng, 2003
- A. cretata (Gravenhorst, 1829)
- A. chosensis (Uchida, 1931)
- A. erratica (Holmgren, 1869)
- A. exannulata (Strobl, 1901)
- A. exquisita (Schmiedeknecht, 1905)
- A. fastigata Townes, 1962
- A. femoralis (Thomson, 1883)
- A. flagitator (Rossi, 1794)
- A. flavifaciator Aubert, 1968
- A. fuscitibia Townes, 1962
- A. gracilis Townes, 1962
- A. grandis Sheng, 1998
- A. gravipes (Gravenhorst, 1829)
- A. habermehli Sawoniewicz, 2003
- A. hannibal (Smits van Burgst, 1913)
- A. hypocrita (Cameron, 1897)
- A. improba (Gravenhorst, 1829)
- A. incompta Townes, 1962
- A. inculta Townes, 1962
- A. jejunator (Gravenhorst, 1807)
- A. latiannulata (Cameron, 1904)
- A. leucotarsus (Gravenhorst, 1829)
- A. lissopleuris Townes, 1962
- A. messor Jonaitis, 1981
- A. minutor Aubert, 1968
- A. nigricollis (Thomson, 1883)
- A. nigritula (Thomson, 1885)
- A. nigrocincta (Gravenhorst, 1815)
- A. nordlandiae (Strand, 1913)
- A. ochrostoma (Thomson, 1897)
- A. opaca (Cushman, 1937)
- A. opposita (Kriechbaumer, 1902)
- A. orbitalis (Thomson, 1883)
- A. pallidinervis (Cameron, 1904)
- A. pectoralis (Thomson, 1888)
- A. perversa (Kriechbaumer, 1893)
- A. plana (Kriechbaumer, 1893)
- A. polita Bauer, 1985
- A. pugnax (Hartig, 1838)
- A. pulchripes (Cameron, 1903)
- A. punjabensis (Gupta, 1955)
- A. rufifemur (Kiss, 1924)
- A. rufigastra (Tosquinet, 1896)
- A. scabra Townes, 1962
- A. scotica (Marshall, 1868)
- A. scutellator Aubert, 1968
- A. segnis (Provancher, 1877)
- A. senicula (Kriechbaumer, 1893)
- A. silvatica (Habermehl, 1935)
- A. subnigrocinctus Jonaitis, 1981
- A. terminata (Gravenhorst, 1829)
- A. varia (Pfankuch, 1921)
- A. verrucata Townes, 1962
- A. yosemite Townes, 1962